# كونكتيفا

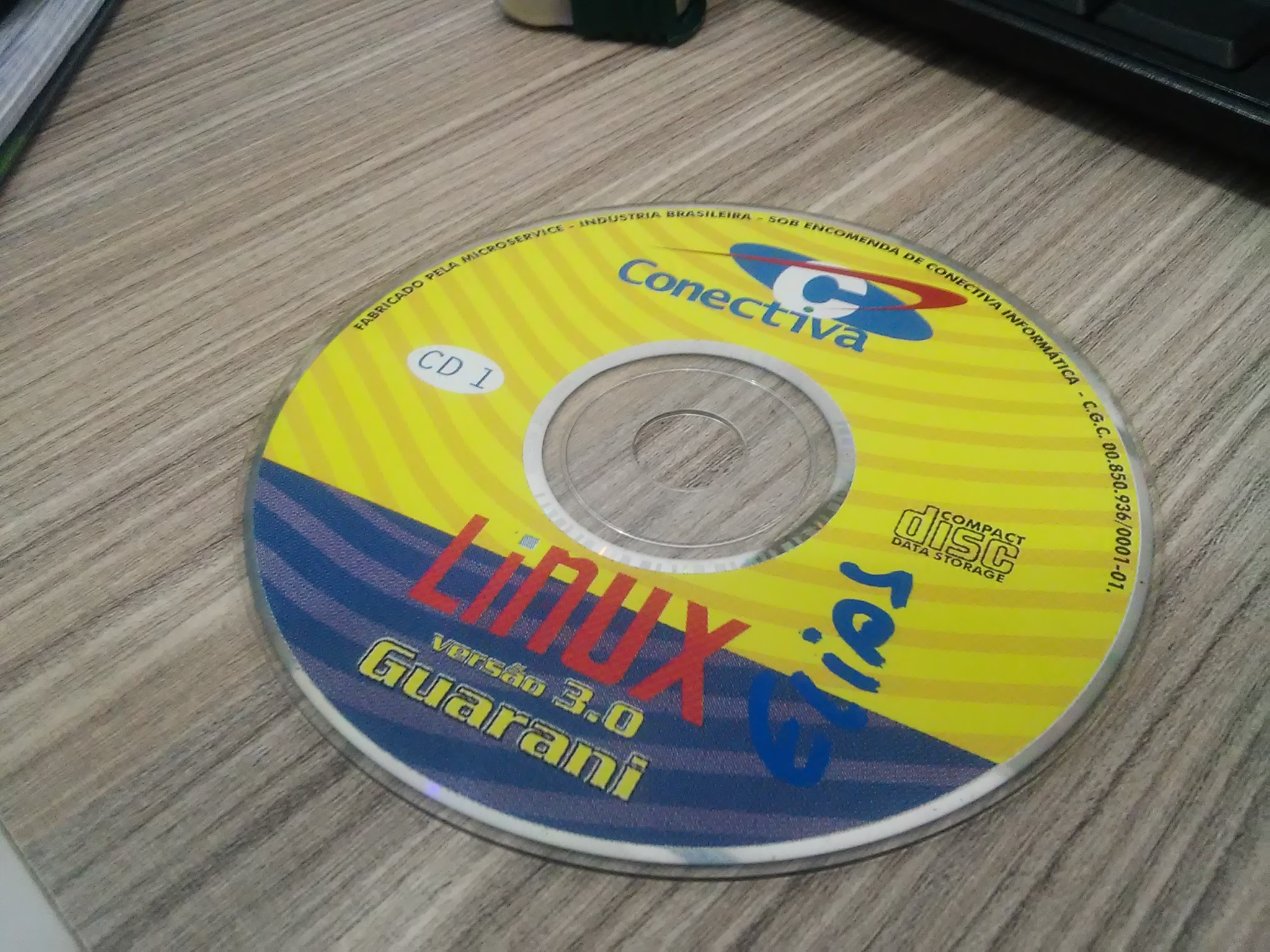

كونكتيفا (بالإنجليزية: Conectiva) تأسست الشركة في 28 أغسطس 1995، في كوريتيبا، بارانا، البرازيل، من قبل مجموعة من الأصدقاء، من بينهم ارنالدو كارفاليو دي ميلو، الذي كان رائدا في توزيع لينكس والبرمجيات المفتوحة المصدر في اللغة البرتغالية البرازيلية، الأسبانية، والإنجليزية في جميع أنحاء أمريكا اللاتينية. وإلى جانب توزيعة لينكس مخصصة لسوق أمريكا اللاتينية، وضعت كونكتيفا سلسلة من المنتجات والخدمات الإضافية للادوات المفتوحة المصدر الموجهة لتلبية الطلب المتزايد في السوق. وتشمل هذه المتجات الكتب، وكتيبات الاستعمال. وبرامج اضافية مثل أدوات لينكس والأنظمة المدمجةوبرامج المعدات الاصلية المصنعة. واطلقت مجموعات تدريبية ومجلة عن لينكس تحت اسم "Revista do Linux", وبالإضافة إلى ذلك، قدمت الشركة الخدمات الاستشارية والتدريب، والدعم التقني في كل أمريكا اللاتينية من خلال مراكز الخدمة الخاصة بها وشركائها المعتمدين.
كونكتيفا قدمت مساهمة في تطوير، وتخصيص، والخدمات الاحترافية على الصعيد العالمي من خلال فريق مهندسي البرمجيات المفتوحة المصدر. وكان لدى فريق كونيكتيفا للتطوير خبرات ومساهمات في المجالات التالية: تطوير نواة لينكس، high availability, والمشغلات، XFree86, بروتوكولات الشبكة، جدار النار، العنقود، تحليل الاداء وبرنامج محسن، نظام ملفات، وإدارة الموارد.
أعلنت ماندريك سوفت شراء كونكتيفا في 24 فبراير 2005, بمبلغ 1.79 مليون يورو (2.3 مليون دولار أمريكي في ذلك الوقت). أعلنت شركة ماندريك سوفت في 7 أبريل 2005, قرارا بتغيير اسم الشركة الأم لماندريفا واسم التوزيعة إلى ماندريفا لينكس.

## إصدارات
- كونكتيفا لينكس ريد هات بارليون 1.0 -- أكتوبر 1997
- كونكتيفا لينكس ريد هات مارومبي 2.0 -- مايو 1998
- كونكتيفا غواراني 3.0 لينكس—ديسمبر 1998
- كونكتيفا خادم لينكس (انتل) 1.0 -- أبريل 1999
- كونكتيفا خادم لينكس (كومباك ألفا) -- مايو 1999
- كونكتيفا لينكس 4.0 -- يوليو 1999
- كونكتيفا لينكس 4.2 خادم—أكتوبر 1999
- كونكتيفا لينكس 5.0 -- فبراير 2000
- كونكتيفا لينكس 5.1 خادم—يونيو 2000
- كونكتيفا لينكس 6.0 سطح المكتب—نوفمبر 2000
- كونكتيفا لينكس 6.0 خادم—نوفمبر 2000
- كونكتيفا لينكس 7.0 سطح المكتب—يوليو 2001
- كونكتيفا لينكس 7.0 خادم—يوليو 2001
- كونكتيفا لينكس 8.0 سطح المكتب—أبريل 2002
- كونكتيفا لينكس 8.0 خادم—أبريل 2002
- كونكتيفا الينكس إصدار انتربرايز (لينكس المتحدون) -- نوفمبر 2002
- كونكتيفا لينكس 9 الاحترافية—أبريل 2003
- كونكتيفا لينكس 9 قياسي—نيسان / أبريل 2003
- كونكتيفا لينكس سطح المكتب 10—يوليو 2004
- كونكتيفا لينكس 10 الاحترافية—يوليو 2004

## كونكتيفا لينكس قرص حي
- كونكتيفا لينكس نسخة حية رقم 0.5 - 11 أغسطس 2004
- كونكتيفا لينكس نسخة حية رقم 0.7 بيتا 2 - 10 سبتمبر 2004

## وصلات خارجية
* صفحة التوزيعة على مرقب التوزيعات (Discontinued)